# Rhadinopsylla mexicana
Rhadinopsylla mexicana är en loppart som först beskrevs av Barrera 1952.  Rhadinopsylla mexicana ingår i släktet Rhadinopsylla och familjen mullvadsloppor. Inga underarter finns listade i Catalogue of Life.